# FIBA Europapokal der Landesmeister 1969/70
Die Saison 1969/70 war die 13. Spielzeit des FIBA Europapokal der Landesmeister, der von der FIBA Europa veranstaltet wurde.
Den Titel gewann erstmals Ignis Pallacanestro Varese aus Italien.

## Modus
An der Endrunde nahmen die 15 Meister der jeweiligen nationalen Liga teil, inklusive Titelverteidiger ZSKA Moskau. Zuerst wurde eine Qualifikation gespielt. Die Sieger der Spielpaarungen wurden in Hin- und Rückspiel ermittelt. Entscheidend war das gesamte Korbverhältnis beider Spiele.
Die Sieger der Spielpaarungen im Achtelfinale, in der Top-8-Gruppenphase, sowie im Halbfinale wurden ebenfalls in Hin- und Rückspiel ermittelt. Das Finale wurde in einem Spiel an einem neutralen Ort ausgetragen.

## 1. Runde (Qualifikation)
|                       | Gesamt  |                        | Hinspiel | Rückspiel |
| --------------------- | ------- | ---------------------- | -------- | --------- |
| KS Partizani          | 141:165 | CS Dinamo Bukarest     | 65:70    | 76:95     |
| Boroughmuir BC        | 204:267 | Racing Bell Mechelen   | 84:123   | 120:144   |
| Union Radés Transport | 0:4 1   | ASVEL Lyon             | 0:2      | 0:2       |
| Sporting Lissabon     | 108:226 | Real Madrid            | 52:98    | 56:128    |
| VfL Osnabrück         | 133:180 | Honvéd Budapest        | 74:88    | 59:92     |
| IFK Helsingborg       | 138:142 | Tapion Honka Espoo     | 73:67    | 65:75     |
| BBC Sparta Bertrange  | 176:241 | KK Roter Stern Belgrad | 92:112   | 84:129    |
| EK Engelmann Wien     | 149:144 | Galatasaray Istanbul   | 100:74   | 49:70     |
| DSBV Punch Delft      | 153:164 | CWKS Legia Warschau    | 74:80    | 79:84     |

## Teilnehmer an der Endrunde
| Teilnehmer       | Teilnehmer | Teilnehmer                 |
| Land             | Anzahl     | Mannschaften               |
| ---------------- | ---------- | -------------------------- |
| Belgien          | 1          | Racing Bell Mechelen       |
| Bulgarien        | 1          | Akademik Sofia             |
| Finnland         | 1          | Tapion Honka Espoo         |
| Frankreich       | 1          | ASVEL Lyon                 |
| Griechenland     | 1          | Panathinaikos Athen        |
| Israel           | 1          | Hapoel Tel Aviv            |
| Italien          | 1          | Ignis Pallacanestro Varese |
| Jugoslawien      | 1          | KK Roter Stern Belgrad     |
| Österreich       | 1          | EK Engelmann Wien          |
| Rumänien         | 1          | CS Dinamo Bukarest         |
| Sowjetunion      | 1          | ZSKA Moskau                |
| Spanien          | 1          | Real Madrid                |
| Tschechoslowakei | 1          | TJ Slavia Prag             |
| Polen            | 1          | Legia Warschau             |
| Ungarn           | 1          | Honvéd Budapest            |

## Achtelfinale
|                        | Gesamt  |                            | Hinspiel | Rückspiel |
| ---------------------- | ------- | -------------------------- | -------- | --------- |
| CS Dinamo Bukarest     | 146:182 | Racing Bell Mechelen       | 73:95    | 73:87     |
| Hapoel Tel Aviv        | 131:155 | ASVEL Lyon                 | 70:69    | 61:86     |
| Real Madrid            | 163:161 | Honvéd Budapest            | 95:76    | 68:85     |
| Tapion Honka Espoo     | 114:187 | Ignis Pallacanestro Varese | 59:88    | 55:99     |
| KK Roter Stern Belgrad | 166:147 | Panathinaikos Athen        | 91:66    | 75:83     |
| TJ Slavia Prag         | 199:147 | EK Engelmann Wien          | 106:68   | 93:79     |
| CWKS Legia Warschau    | 157:159 | Akademik Sofia             | 91:80    | 66:79     |

- Freilos als Titelverteidiger:  ZSKA Moskau

## Gruppenphase (Top 8)
Die Sieger der Spielpaarungen in der Gruppenphase wurden in Hin- und Rückspiel ermittelt. Entscheidend war das Gesamtergebnis beider Spiele. Wer dies für sich entschied, bekam den Sieg gutgeschrieben.
Bei Punktgleichheit zweier oder dreier Teams entschied nicht das Korbverhältnis, sondern der direkte Vergleich untereinander.

### Gruppe A
| Team                    | Sp | S | N | P+  | P-  |
| ----------------------- | -- | - | - | --- | --- |
| 1. Real Madrid          | 3  | 2 | 1 | 516 | 501 |
| 2. TJ Slavia Prag       | 3  | 2 | 1 | 457 | 457 |
| 3. Racing Bell Mechelen | 3  | 1 | 2 | 446 | 440 |
| 4. Akademik Sofia       | 3  | 1 | 2 | 452 | 473 |

### Gruppe B
| Team                          | Sp | S | N | P+  | P-  |
| ----------------------------- | -- | - | - | --- | --- |
| 1. ZSKA Moskau                | 3  | 3 | 0 | 540 | 472 |
| 2. Ignis Pallacanestro Varese | 3  | 2 | 1 | 485 | 420 |
| 3. ASVEL Lyon                 | 3  | 1 | 2 | 448 | 529 |
| 4. KK Roter Stern Belgrad     | 3  | 0 | 3 | 462 | 514 |

## Halbfinale
|                | Gesamt  |                            | Hinspiel | Rückspiel |
| -------------- | ------- | -------------------------- | -------- | --------- |
| Real Madrid    | 159:198 | Ignis Pallacanestro Varese | 86:90    | 73:108    |
| TJ Slavia Prag | 154:220 | ZSKA Moskau                | 79:107   | 75:113    |

## Finale
Das Endspiel fand in Sarajevo statt.
|                            | Ergebnis |             |
| -------------------------- | -------- | ----------- |
| Ignis Pallacanestro Varese | 79:74    | ZSKA Moskau |

- Final-Topscorer:  Sergei Below (ZSKA Moskau): 21 Punkte